# Trachyphyllum borgenii
Trachyphyllum borgenii là một loài Rêu trong họ Pterigynandraceae. Loài này được (Renauld & Cardot) Broth. miêu tả khoa học đầu tiên năm 1907.